# Марош
Ма́рош (венг. Maros, на территории Венгрии), Му́реш (рум. Mureş, на территории Румынии) — река в Румынии и Венгрии, левый приток Тисы.
Высота истока — 850 м над уровнем моря.
Длина — 803 км, площадь бассейна 30 000 км². На реке расположены города Тыргу-Муреш, Алба-Юлия и Арад (Румыния). Рядом с местом впадения Муреша в Тису стоит город Сегед (Венгрия).
Река начинается в центральной Румынии, на склонах Восточных Карпат. В верхнем течении имеет горный характер с быстрым течением, в среднем и нижнем течении выходит на Среднедунайскую равнину, где течение замедляется. На протяжении 21 километра образует венгерско-румынскую границу, последние 50 километров течёт по территории Венгрии в регионе Южный Альфёльд. К северу от венгерского участка реки располагаются природоохранные территории национального парка Кёрёш-Марош. Река впадает в Тису неподалёку от Сегеда.
Муреш ограниченно судоходен в нижнем и среднем течении. Одним из притоков является река .
Притоки Муреша — река Стрей (левый), Джоаджу (правый),Ер.

## События на берегах реки
- Битва на Хлебовом поле — 13 октября 1479 года.
- Бухарестско-Арадская операция — 1944 год.